# توعر (الحصن)

تعديل مصدري - تعديل

توعر هي إحدى قرى عزلة اليمانية العليا بمديرية الحصن التابعة لمحافظة صنعاء، بلغ تعداد سكانها 2908 نسمة حسب تعداد اليمن لعام 2004.